# OMEG-Haus
Das OMEG-Haus ist ein historisches Verwaltungs- und Wohngebäude in der namibischen Küstenstadt Swakopmund. Es ist seit dem 19. September 1975 ein Nationales Denkmal Namibias.
Das Haus wurde als Verwaltungsgebäude der Otavi Minen- und Eisenbahn-Gesellschaft (OMEG) erbaut. Es gehört zusammen mit dem benachbarten Otavi-Bahnhof seit 1971 der Wissenschaftlichen Gesellschaft Swakopmund.
Eine weitreichende Renovierung des OMEG-Hauses und des Bahnhofs ist seit August 2014 geplant.